# 阮文中 (嘉靖進士)
阮文中（1518年—1572年），字用和，號沙城，江西南昌府南昌縣人，匠籍，明朝政治人物。

## 生平
江西鄉試第二十八名舉人。嘉靖三十二年（1553年）中式癸丑科二甲第三十六名進士。礼部观政，授南京兵部车驾司主事，升职方司员外郎，遷吏部考功司郎中。历升湖广按察司副使、布政司右参政，丁忧归。隆慶二年（1568年）七月升南京太仆寺少卿，四年四月升都察院右佥都御史、巡抚贵州兼督湖北川东军务，六年二月升都察院右副都御史、巡抚湖广，同年卒，万历元年（1573年）贈兵部左侍郎，賜祭葬。

## 家族
曾祖阮宗陽；祖父阮仲欽；父阮鳳，封主事；母陳氏。